# Philippe Bergeron (acteur)
Pour les articles homonymes, voir Philippe Bergeron et Bergeron.
Philippe Bergeron est un acteur, scénariste et réalisateur québécois né le 9 août 1959 à Montréal (Canada).

## Biographie
Philippe Bergeron, né en 1959 dans la ville de Terrebonne au Québec, a un tempérament discret et dit aimer la nature. Il dit passer la majorité de son temps dans les ténèbres de la nuit à la recherche d'inspiration. Philippe a également tenté une percée dans la politique.

## Filmographie

### comme Acteur
- 1993 : Est & Ouest: Les paradis perdus : John Berger
- 1994 : Mime's Eye : Pascal
- 1994 : Deadly Diversions (vidéo) : Mokar
- 1996 : South Bureau Homicide : Sammy Barbieri
- 1997 : Plump Fiction : Jean-Claude Ennui
- 1997 : Contact de Robert Zemeckis : French Committee Member
- 1998 : Ballad of the Nightingale
- 1998 : Godzilla : Jean-Claude
- 1998 : Folle d'elle : Ponthieu
- 1999 : Rejected by Vultures
- 2000 : Shadow Hours : Antoine
- 2000 : Future Murder : Dr. Simon Thorne
- 2000 : Family Man (The Family Man) : Waiter
- 2001 : The Mangler 2 (vidéo) : Chef Lecours
- 2002 : Shades of Day : Gary
- 2004 : Adventures in Animation 3D : Coach (voix)
- 2005 : Karla : Jerome Siegel
- 2005 : Checking Out (en) : The "Driver"
- 2010 : Iron Man 2 : Le Détective Lemieux

### comme Scénariste
- 2004 : Adventures in Animation 3D

### comme Réalisateur
- 1985 : Tony de Peltrie

## Récompenses et Nominations

### Anecdotes
Pendant qu'il travaillait sur Tony de Peltrie, j'ai demandé à Philippe qui venait de me dire qu'il rêvait du jour où il y aurait des acteurs synthétiques indiscernables des acteurs en chair et en os : « Mais qu'adviendra-t-il des acteurs humains ? »
« Ce sont eux qui vont animer les acteurs synthétiques » m'a-t-il répondu.  "Imagine un peu... des gens condamnés au fauteuil roulant pourront danser comme Fred Astaire, ils pourront même voler si on le leur demande".